# محمد بن عمر المعيطي
أبو عبد الله محمد بن عمر المعيطي ، البغدادي. محدث من أهل بغداد.

## روايته للحديث
سمع الحديث من شريك بن عبد الله، وأبا الأحوص سلام بن سليم، وهشيم بن بشير، وسفيان بن عيينة، ومحمد بن الفضيل، وعبد الله بن المبارك، وبقية بن الوليد.
وروى عنه: محمد بن الحسين البرجلاني، وجعفر بن محمد بن شاكر الصايغ، وزكريا أبو يحيى الناقد، وأحمد بن علي الخراز، وإسحاق بن الحسن الحربي، ومحمد بن يونس الكديمي، وغيرهم.
قال عبد الباقي بن قانع: أن محمد بن عمر المعيطي ثقة. وقال الحسين بن فهم: كان المعيطي ثقة، صاحب حديث.

## وفاته
توفي في بغداد، ودفن في مقبرة الخيزران يوم الأحد، 6 شعبان 222 هـ/837م.